# Kal Penn

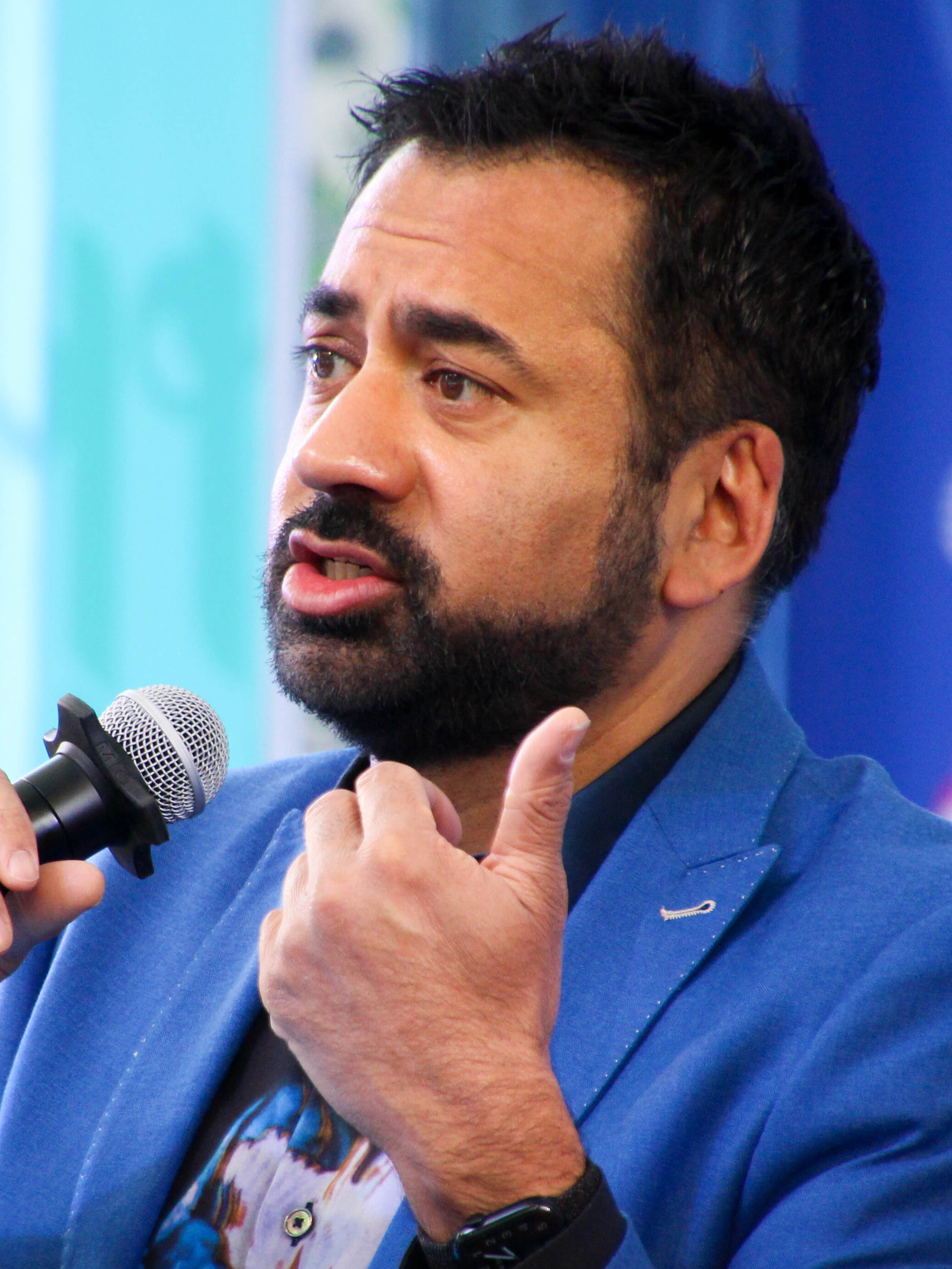
Kal Penn (2025)

Kal Penn (* 23. April 1977 in Montclair, New Jersey; eigentlich Kalpen Suresh Modi) ist ein US-amerikanischer Schauspieler und demokratischer Politiker, der insbesondere durch die Harold-&-Kumar-Filme sowie durch Serienrollen (Dr. House, Designated Survivor) bekannt wurde.
Zwischen 2008 und 2010 war er im White House Office of Public Engagement für die Öffentlichkeitsarbeit der Obama-Regierung tätig.

## Leben
Penn wurde 1977 als Sohn indischer Immigranten in New Jersey geboren, wo er auch aufwuchs. Später studierte er an der University of California in Los Angeles Filmwissenschaft und Soziologie. Seine Filmkarriere begann er 1998 mit Express: Aisle to Glory. Im Anschluss hatte er einige kleinere Rollen in Fernsehserien, unter anderem spielte er 1999 in der Buffy-Folge Beer Bad einen Studenten, der sich durch verwunschenes Bier in einen Neandertaler verwandelt. In der Kifferkomödie Harold & Kumar von 2004 spielte er die Hauptrolle des Kumar, diese Rolle stellte Penn auch in den beiden Fortsetzungen dar.
2007 war er in einigen Folgen der Serie 24 als arabischer Terrorist zu sehen. Außerdem war er als Sportmediziner Dr. Lawrence Kutner Mitglied der Stammbesetzung der Serie Dr. House, welche er nach zwei Staffeln jedoch wieder verließ.
Nach seinem Ausscheiden aus der Fernsehserie Dr. House arbeitete Penn als Associate Director im Office of Public Liaison im Weißen Haus. Der indischstämmige Schauspieler sollte sich im Auftrag des Präsidenten um die Kontakte der Regierung zu asiatischen Einwanderern und Künstlern kümmern. Die Stelle wurde ihm angeboten, nachdem er Barack Obama in den Jahren 2007 und 2008 im Wahlkampf unterstützt hatte.
Am 1. Juni 2010 gab Penn seinen Posten im Weißen Haus auf und arbeitete zunächst wieder als Schauspieler. Nachdem er den dritten Teil der Harold-&-Kumar-Reihe fertig gedreht hatte, kehrte er jedoch zurück und arbeitete nun wieder im White House Office of Public Engagement. Trotz seiner Tätigkeit für die US-Regierung spielte Penn ab 2011 wiederkehrend die Rolle des Kevin in der siebten und neunten Staffel der Sitcom How I Met Your Mother. Von 2016 bis zu ihrer Einstellung nach drei Staffeln war er als Redenschreiber und Pressesprecher in der amerikanischen Fernsehserie Designated Survivor zu sehen, bei der er zusätzlich als Berater fungierte. 2019 startete er die für Amazon Studios produzierte Dokumentarserie This Giant Beast That is the Global Economy, für die er als Produzent und Moderator fungiert.
2018 wurde er in die Academy of Motion Picture Arts and Sciences berufen, die u. a. die Oscars vergibt.
Ende Oktober 2021 machte Kal Penn erstmals seine Homosexualität öffentlich; zudem gab er bekannt, seinen Lebensgefährten Josh, mit dem er seit 2010 liiert ist, zu heiraten.

## Filmografie (Auswahl)
- 2000: Buffy – Im Bann der Dämonen (Buffy the Vampire Slayer, Fernsehserie, Folge 4x05)
- 2001: Emergency Room – Die Notaufnahme (ER, Fernsehserie, Folge 8x02)
- 2002: Party Animals – Wilder geht’s nicht! (National Lampoon’s Van Wilder)
- 2002: Sabrina – Total Verhext! (Sabrina, the Teenage Witch, Fernsehserie, Folge 5x04)
- 2003: Malibu’s Most Wanted
- 2003: Love Don’t Cost a Thing
- 2004: Harold & Kumar (Harold & Kumar Go to White Castle)
- 2005: Die Maske 2: Die nächste Generation (Son of the Mask)
- 2005: So was wie Liebe (A Lot Like Love)
- 2006: Man About Town
- 2006: Party Animals 2 (National Lampoon’s Van Wilder: The Rise of Taj)
- 2006: Superman Returns
- 2006: Namesake – Zwei Welten, eine Reise (The Namesake)
- 2007: Law & Order: Special Victims Unit (Fernsehserie, Folge 8x12)
- 2007: 24 (Fernsehserie, 4 Folgen)
- 2007: Fantastic Movie (Epic Movie)
- 2007–2009: Dr. House (House, M.D., Fernsehserie, 37 Folgen)
- 2008: Harold & Kumar 2 – Flucht aus Guantanamo (Harold & Kumar Escape from Guantanamo Bay)
- 2011: Harold & Kumar – Alle Jahre wieder (A Very Harold & Kumar 3D Christmas)
- 2011–2012, 2014: How I Met Your Mother (Fernsehserie, 10 Folgen)
- 2014: The Sisterhood of Night
- 2013: We Are Men (Fernsehserie, 7 Folgen)
- 2015: Battle Creek (Fernsehserie, 11 Folgen)
- 2016: Deadbeat (Fernsehserie, 13 Folgen)
- 2016: New Girl (Fernsehserie, 2 Folgen)
- 2016–2019: Designated Survivor (Fernsehserie, 53 Folgen)
- 2019: The Big Bang Theory (Fernsehserie, 3 Folgen)
- 2019: This Giant Beast That is the Global Economy (Dokuserie, 8 Folgen)
- 2019: Sunnyside (Fernsehserie, 11 Folgen)
- 2020: Helpsters (Fernsehserie, Folge 1x11)
- 2021: Clarice Starling – Das Erwachen der Lämmer (Clarice, Fernsehserie, 13 Folgen)
- 2022: Smile – Siehst du es auch? (Smile)
- 2022: American Horror Story (Fernsehserie, 5 Folgen)
- 2022: Santa Clause: Die Serie (The Santa Clauses, Fernsehserie, 6 Folgen)
- 2023: Scott Pilgrim hebt ab (Scott Pilgrim Takes Off, Fernsehserie, Stimme)